# Franz Schlehofer
Franz Schlehofer (* 17. Februar 1915 in Bochum; † 22. Oktober 2006 in Saarbrücken) war ein deutscher Verwaltungsjurist und Politiker der Christlichen Volkspartei des Saarlandes. 

## Leben
Nach dem Abitur am Gymnasium in Bochum studierte Franz Schlehofer Philosophie und Volkswirtschaftslehre an der Universität zu Köln, der Rheinischen Friedrich-Wilhelms-Universität Bonn und der Ludwig-Maximilians-Universität München und schloss dort 1940 als Diplom-Volkswirt ab. 
Er musste Kriegsdienst leisten und geriet in französische Kriegsgefangenschaft, aus der er 1946 entlassen wurde. 
Er wurde Sekretär und Leiter des Präsidialreferats der Verfassungskommission des Saarlandes, die am 27. Mai 1947 feierlich eingesetzt wurde und die Ausarbeitung eines Verfassungsentwurfs zur Aufgabe hatte. Er wechselte zum Landratsamt Ottweiler und wurde dort Syndikus. 
Im Jahr darauf wurde er unter dem saarländischen Ministerpräsidenten Johannes Hoffmann, der sein „Ziehvater“ war, Direktor der Präsidialkanzlei und hat von 1947 bis 1955 eine entscheidende Rolle gespielt.
Von 1956 bis 1959 war er Mitglied der Kommission, deren Aufgabe in der Vorbereitung der Vereinigung der Christlichen Volkspartei des Saarlandes mit der CDU, die am 19. April 1959 vollzogen wurde, bestand.
Von 1959 bis 1986 war er Geschäftsführer des Saarländischen Industriellen-Verbandes und der saarländischen Landesvertretung im Bundesverband der Deutschen Industrie. 
Bei der Bundestagswahl 1965 kandidierte er sowohl als Direktkandidat wie Landeslistenkandidat der CDU des Saarlandes erfolglos. 
Von 1970 bis 2005 war er Mitglied des Aufsichtsrats und Verlagsausschusses der Saarbrücker Zeitung.
Auf Schlehofers Initiative startete die Union Stiftung das „Franz Schlehofer Buchprojekt“, wodurch die Lesekompetenz der saarländischer Schülerinnen und Schüler gefördert werden soll. Alle weiterführenden allgemeinbildenden und beruflichen Schulen im Saarland haben in jedem Jahr die Möglichkeit, sich Buchpakete für ihre Schulbüchereien selbst zusammenzustellen. Im Jahr 2021 erhielten 50 Schulen einen Gutschein über 250 Euro.

## Öffentliche Ämter
- 1968–2006 Vorsitzender, später Ehrenvorsitzender der Union Stiftung
- 1969–1970 Präsident des Rotary Clubs Saarbrücken-St. Johann
- 1971 Mitglied im Verwaltungsrat des Saarländischen Rundfunks, von 1972 bis 1988 dessen Vorsitzender
- 1988–1992 stellv. Vorsitzender des Saarländischen Rundfunks

## Schriften
- Neuanfang in der Stunde Null – Die Saarverfassung von 1947. Gedanken eines Zeitzeugen. Malstädter Beiträge 1999
- Lieber Herr Schlehofer: Briefe zum 90. Geburtstag, herausgegeben von Rudolf Warnking und Markus Gestier, Gollenstein-Verlag Blieskastel
- Überzeugungen, Ziele, Wege: Reden und Aufsätze aus bewegter Zeit; 1949–1999; Festschrift für Franz Schlehofer/Union Stiftung

## Auszeichnungen
18. Mai 2000 Saarländischer Verdienstorden